# Sindh
Sindh (sindhsky سنڌ, Sindh, urdsky سندھ, Sindh, anglicky Sindh) je jedna ze čtyř provincií Pákistánu. Sousedící regiony jsou Balúčistán na západě a severu, Paňdžáb na severu a Rádžastán (Indie) na východě. Na jihu jsou Arabské moře a Kaččhské bažiny.
Sindh je třetí geograficky největší provincií. Jeho rozměry jsou okolo 579 km ze severu na jih a 442 km (maximální) nebo 281 km (průměrné) z východu na západ, s rozlohou 140 915 km². Počet obyvatel byl v roce 1994 okolo 28 miliónů, z nichž přibližně polovina žije ve městech. Hlavním městem je Karáčí. Dalšími městy jsou například Hajdarábád, Sukkur, Mírpur Khás, Tando Ádam, Tando Alláhjár, Navábšáh, Lárkána, Šikárpur, Chajrpur a Badin. Používané jazyky jsou sindhština, urdština a rádžastánština.
Provincie zahrnuje jižní část údolí řeky Indus. Na východě je indická poušť Thár.
Hlavní pěstované rostliny jsou bavlna, rýže, pšenice a cukrová třtina, přičemž rýže je nejvýznamnější. Dále, méně významné, jsou banány a mango.

## Dějiny

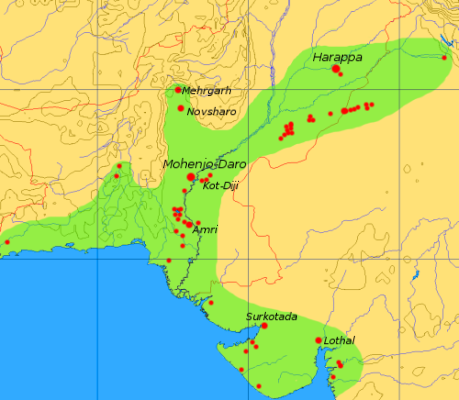
Rozsah harappské kultury, 3000 př. n. l.

Sindh je historicky velmi bohatá oblast. První známé vesnické osídlení je datováno až do 7 000 př. n. l. Některé z nejranějších známých textů, pocházejících ze Sindhu, jsou datovány přibližně z 3 500 př. n. l. První urbanizovaná civilizace v jižní Asii je harappská kultura, rozvinutá ve třetím tisíciletí př. n. l., jedním z jejích hlavních center bylo Mohendžo Daro. Oblast Indu byla velice urbanizována, s plánovanými městy, zavodňovacím systémem a unifikovanou soustavou vah a výběru daní.
V 17. století př. n. l. dorazili do této části světa Árijci a bylo objeveno, že za Sindhem na východě je „Deserta inconeta“, neboli neznámá poušť. Samotný název Sindh byl odvozen ze sanskrtského označení pro řeku sindhu. Též Hindu, Indus, a Indie mají svůj původ ve stejném předchůdci.
Sindh byl v 6. století př. n. l. dobyt perskou říší a stal se perskou satrapií Hinduš. Alexandr Veliký vtrhl do této oblasti v roce 325 př. n. l. a dobyl Pandžáb až po řeku Beas, kde jeho vojáci odmítli pokračovat dále na východ. Alexandrova vojska se poté přesunula na jih, do Sindhu a odtud se vrátila na západ. Po Alexandrově smrti východní části jeho říše připadly Seleukovcům a nejvýchodnější provincie, ležící na Indu, byly integrovány do maurjské říše. Sídlem maurjské správy byla Takšašila, blízko dnešního Islámábádu.
Roku 275 př. n. l. se maurjovský král Ašóka stal buddhistou. Též Sindh byl na čas obrácen na tuto víru. Poté, co v roce 60 přišli Kušanové, se Sindh v rámci jejich říše stal prosperující zemědělskou oblastí. S příchodem Hefthalitů (Bílých Hunů) v 6. století došlo k dezintegraci země. Sedmé století pak znamenalo definitivní konec buddhistického období.
V roce 711 první arabské muslimské armády, vedené Muhammadem bim Kásimem, dobyly Sindh na hinduistických vládcích. Sindh se stal provincií umajjovského chalífátu. Multán, v jižním Paňdžábu, se stal centrem islámské sekty ismá'ílíja, která má v Sindhu stále mnoho následovníků. Oblast byla ovládána ghaznovským královstvím od 10. do 12. století, dillíským sultanátem od 13. do 16. století a Mughaly od 16. do 18. století. Poté, co mughalská říše začala v 18. století upadat, dostal se Sindh pod kontrolu afghánských vládců.
V letech 1842–1843 armády Spojeného království pod velením generála Charlese Jamese Napiera dobyla Sindh. Aga Chán I. pomohl Britům v ovládnutí Sindhu, za což byl odměněn. Ze Sindhu se stala součást Bombajské presidencie Britské Indie. Roku 1935 byl Sindh vyčleněn jako samostatná provincie, která se stala součástí Pákistánu po vyhlášení pákistánské nezávislosti roku 1947.